# Dawson Falls (Neuseeland)
Die Dawson Falls (Maori Te Rere o Kapuni) sind ein Wasserfall im Egmont National Park, auf der Nordinsel von Neuseeland.

## Namensherkunft
Der Wasserfall, der unter den Māori als Te Rere o Noke (Der Wasserfall von Noke) bekannt war, da Noke, ein Māori-Krieger sich hinter dem Wasserfall vor seinen Verfolgern in Sicherheit brachte, wurde 1885 von Thomas Dawson entdeckt und bekam unter den Europäern den Namen seines Entdeckers.

## Geographie
Die Dawson Falls, manchmal auch Dawsons Falls geschrieben, befinden sich rund 5 km südöstlich des Gipfels des Vulkans Mount Taranaki. Von dem Informationszentrum des Department of Conservation (DOC) sind es nur 400 m bis zu dem Wasserfall. Der Wasserfall, der sich auf einer Höhe von 902 m befindet, ist rund zwei Meter breit und besitzt eine Fallhöhe von 18 m.